# Нахимов, Аким Николаевич
Нахи́мов, Иоаки́м Никола́евич (8 (19) сентября 1782, Богодухов, Харьковское наместничество — 18 (30) июля 1814 либо 17 (29) июня 1815, Шейчино, Богодуховский уезд, Слободско-Украинская губерния) — русский поэт, сатирик.
Близкий родственник известного флотоводца П. С. Нахимова.

## Биография

### Происхождение
«Дворянинъ Слободско-Украинской Губернїи и Кандидатъ Императорскаго Харьковскаго Университета» А. Н. Нахимов был сыном небогатого помещика. Его предки прибыли на Слобожанщину в середине XVIII века.
Двое из них уже в 1767 году числились в списке дворян Ахтырской провинции как владельцы крепостных: комиссар Николай Нахимов имел 30 душ, а его брат «сотник и директор» Семён Нахимов — 25.
В 1785 году в совместном владении братьев пребывало сельцо Поповка (недалеко от нынешнего села Мерла), где проживало 20 душ. Вероятно, тут и родился в семье поручика Николая Нахимова сын Аким.
Вскоре в руки его отца перешли все владения родственников на Богодуховщине. В начале XIX века у него уже более 3500 десятин земли.
В селе Шейчине, население которого за два десятилетия выросло почти в 13 раз, было уже более 150 человек, «кои зажитком средственны». Тут был построен деревянный господский дом, винокуренный завод, водяная мельница и просорушка.
Иоаким Нахимов был основным ктитором православного храма Рождества Пресвятой Богородицы в селе Уды) Харьковского уезда.

### Творчество
Воспитывался в Московском Благородном пансионе. Ещё в отроческом возрасте были отмечены его отличные дарования и успехи, особенно в словесности; уже тогда были напечатаны некоторые его переводы. Некоторое время он служил в гусарском полку, недолго был на статской службе в Петербурге. В 1804 году вернулся на родину и поступил в Харьковский университет (по словесному факультету). Пребывание в университете составило тот период, когда он написал большинство своих произведений. В 1808 году он окончил университет и получил звание кандидата, написав по этому поводу стихотворение:
…Петлицъ сїянїемъ сребристымъ озарёнъ,

Стою на степени высокой Кандидата!

И слава осѣнивъ меня своимъ крыломъ,

С улыбкой кажетъ всѣмъ печатный мой Дипломъ!..
Когда вышел указ про экзамены при университетах на гражданские чины, он написал свою знаменитую сатиру «Элегия», прославившую имя автора не только в Харькове, но и далеко за его пределами. Её переписывали, читали, учили наизусть:
Восплачь Канцеляристъ, Повытчикъ, Секретарь,

надсмотрщикъ возрыдай и вся приказна тварь!

Ланиты въ горести чернилами натрите

И въ перси перьями другъ друга поразите.

О сколь вы за грѣхи наказаны судьбой!

Зрятъ тучу страшную палаты надъ собой,

Которой молнїя грозитъ намъ просвѣщеньемъ…
Когда при Харьковском университете были открыты курсы для чиновников, А. Н. Нахимова пригласили читать на них курс словесности (русский язык и грамматику). В 1811 году он безвыездно поселился в своем имении в селе Шейчине.
Знал латынь, на немецком, французском и английском свободно разговаривал. Натура экспансивная, впечатлительная, свои чувства он выражал часто в резкой форме. Про несправедливости говорил горячо, с негодованием, резко обличал мздоимство чиновников. Остро высмеивал французов-гувернёров и их питомцев вместе с родителями последних:
…Въ Французѣ дивномъ семъ приходитъ къ вамъ Сократъ;

Какое щастїе для васъ и вашихъ чадъ!..

<…>

…Французамъ помогать обязанъ Русскїй всякъ,

Кто мыслитъ иначе, тотъ варваръ и дуракъ…
Доставалось от сатирика и «учёным мужам». Глубоко ценя просвещение, Харьковский университет, который он окончил, и его лучших профессоров, он одновременно зло высмеивал тех «просветителей», что блистали не умом, а мундирами:
Чтобъ мрачную страну наукой озарить,

Учёныхъ множество въ Украину валитъ.

Сїяютъ здѣсь они, какъ въ темнотѣ зарницы,

Но что блѣститъ у нихъ? Мундирныя петлицы!
Современники сравнивали его с Кантемиром, Сумароковым, Фонвизиным.
Печатался он только в периодических изданиях и умер, так и не дождавшись выхода в свет первого (и единственного) сборника своих сочинений; друзья поэта издали его посмертно в 1815 году: Сочиненїя Акима Нахимова въ стихахъ и прозѣ, напечатанныя по смерти его. — Харьковъ, въ Университетской типографїи, 1815. Книга была очень популярна и переиздавалась с дополнениями:
- 1816, Харьков, изд. Борзенкова;
- 1822, М., тип. С. Селивановского;
- 1841, М., изд. А. Глазунова;
- 1841, М., изд. Исаева, тип. Н. Степанова;
- 1842, М., тип. В. Кириллова;
- 1849, СПб., изд. А. Смирдина; (Сочинения Нахимова.)
- 1852, М., тип. Т. Т. Волкова.